# Championnat d'Italie de rugby à XV 2019-2020
Navigation
Top12 2018-2019 Top10 2020-2021
Le Championnat d'Italie de rugby à XV 2019-2020 ou Top12 2019-2020 oppose les douze meilleures équipes italiennes de rugby à XV. Le championnat débute le 19 octobre 2019 et devait se terminer par une finale prévue le 18 mai 2020. La compétition a été interrompue en mars à cause de la pandémie de Covid-19.

## Liste des équipes en compétition
| Calvisano Colorno Firenze Lazio Rome Piacenza Mogliano Padoue San Donà Reggio d'Émilie Rovigo Fiamme Oro Viadana |

| Équipe               | Stade                                                   | Capacité | Ville           |
| -------------------- | ------------------------------------------------------- | -------- | --------------- |
| Calvisano            | Stade communal San Michele                              | 5 000    | Calvisano       |
| Rugby Colorno        | Stadio Gino Maini                                       | 1 000    | Colorno         |
| Fiamme Oro Roma      | Centro Sportivo della Polizia di Stato di Ponte Galeria | 1 348    | Rome            |
| Lazio                | Centre sportif Giulio-Onesti                            | 1 036    | Rome            |
| Rugby Lyons Piacenza | Stadio Walter Beltrametti                               | 3 000    | Plaisance       |
| Rugby Club I Medicei | Stadio Mario Lodigiani                                  | 2 000    | Florence        |
| Mogliano             | Stade Maurizio-Quaggia                                  | 786      | Mogliano Veneto |
| Petrarca Padoue      | Stadio Plebiscito                                       | 12 215   | Padoue          |
| Reggio Emilia        | Stade Mirabello                                         | 4 500    | Reggio d'Émilie |
| Rovigo               | Stade Mario-Battaglini                                  | 5 500    | Rovigo          |
| San Donà             | Stade Romolo-Pacifici                                   | 1 500    | San Donà        |
| Rugby Viadana        | Stade Luigi-Zaffanella                                  | 6 000    | Viadana         |

## Résumé des résultats

### Classement de la phase régulière
| Rang | Club                | J  | V  | N | D  | Pm  | Pe  | Diff | Pts |
| ---- | ------------------- | -- | -- | - | -- | --- | --- | ---- | --- |
| 1    | Rugby Rovigo        | 12 | 11 | 0 | 1  | 343 | 180 | +163 | 51  |
| 2    | Reggio              | 12 | 8  | 1 | 3  | 352 | 209 | +143 | 44  |
| 3    | Rugby Calvisano (T) | 12 | 9  | 0 | 3  | 311 | 219 | +92  | 44  |
| 4    | Fiamme Oro          | 12 | 8  | 1 | 3  | 329 | 247 | +82  | 44  |
| 5    | Petrarca Padoue     | 12 | 9  | 0 | 3  | 303 | 195 | +108 | 42  |
| 6    | Rugby Viadana       | 12 | 4  | 1 | 7  | 223 | 252 | -29  | 25  |
| 7    | Mogliano SSD        | 12 | 5  | 0 | 7  | 211 | 251 | -40  | 25  |
| 8    | I Medicei           | 12 | 5  | 0 | 7  | 241 | 285 | -44  | 25  |
| 9    | San Donà            | 12 | 4  | 1 | 7  | 211 | 254 | -43  | 22  |
| 10   | Colorno (P)         | 12 | 3  | 0 | 9  | 251 | 385 | -134 | 16  |
| 11   | Lyons Piacenza (P)  | 12 | 2  | 0 | 10 | 238 | 364 | -126 | 14  |
| 12   | SS Lazio            | 12 | 2  | 0 | 10 | 193 | 365 | -172 | 12  |

|  | T : tenant du titre 2019 • P : promu 2019 |

Attribution des points : victoire sur tapis vert : 5, victoire : 4, match nul : 2, défaite : 0, forfait : -2 ; plus les bonus (offensif : 4 essais marqués ; défensif : défaite par 7 points d'écart ou moins).

## Tableau synthétique des résultats
L'équipe qui reçoit est indiquée dans la colonne de gauche.
| Clubs           | CAL   | COL   | EML   | FIA   | LAZ   | LYO   | MED   | MOG   | PET   | ROV   | SAN   | VIA   |
| --------------- | ----- | ----- | ----- | ----- | ----- | ----- | ----- | ----- | ----- | ----- | ----- | ----- |
| Calvisano       |       | 43-10 |       | 33-32 | 40-10 |       |       | 23-10 | 23-15 |       | 27-10 |       |
| Colorno         | 24-31 |       |       |       | 25-22 | 29-22 | 10-46 | 21-31 | 23-30 | 20-23 |       |       |
| Reggio Emilia   | 22-16 | 29-21 |       |       |       | 40-20 | 38-3  |       | 24-18 |       |       | 34-17 |
| Fiamme Oro Roma |       | 42-10 | 30-30 |       | 34-22 | 36-35 |       |       |       |       | 26-19 | 31-27 |
| Lazio           |       |       | 7-34  |       |       |       |       | 23-21 | 19-40 | 17-39 | 16-6  | 23-37 |
| Lyons           | 29-31 |       |       |       | 19-18 |       | 21-24 | 13-9  |       | 14-45 |       |       |
| I Medicei       | 23-27 |       |       | 9-41  | 32-0  |       |       | 29-16 | 27-32 | 3-24  |       |       |
| Mogliano        |       |       | 0-36  | 16-23 | 38-16 |       |       |       | 19-9  |       | 27-24 | 16-5  |
| Petrarca Padova |       |       |       | 24-0  |       | 31-8  | 45-19 |       |       | 19-16 | 27-11 | 13-6  |
|                 | 21-14 |       | 36-29 | 15-14 |       | 50-19 |       | 29-8  |       |       | 14-13 | 31-10 |
| San Donà        |       | 44-35 | 20-19 | 7-20  |       | 20-16 | 17-7  |       |       |       |       | 20-20 |
| Viadana         | 13-3  | 22-23 | 21-17 |       |       | 31-22 | 14-19 |       |       |       |       |       |

|  | Victoire à domicile |  | Match nul |  | Défaite à domicile |